# Jules Sauzède
Jules Sauzède, né le 19 juillet 1844 à Carcassonne (Aude) et mort le 12 décembre 1913 à Carcassonne, est un homme politique français.

## Biographie
Viticulteur, organisateur des premières courses de chevaux à Carcassonne, membre de la société vélocipédique en 1868, il fonde plusieurs sociétés de gymnastique dans le département. Maire de Carcassonne en 1896, conseiller général du canton de Carcassonne-Ouest en 1898, il est député de l'Aude de 1902 à 1913, inscrit au groupe radical-socialiste,,.
Il meurt le 12 décembre 1913 et repose au cimetière Saint-Michel de Carcassonne.

## Mandats
- Député de 1902 à 1913.
- Maire de Carcassonne de 1896 à 1908.
- Conseiller général du Canton de Carcassonne centre de 1898 à 1910.

## Notes et références

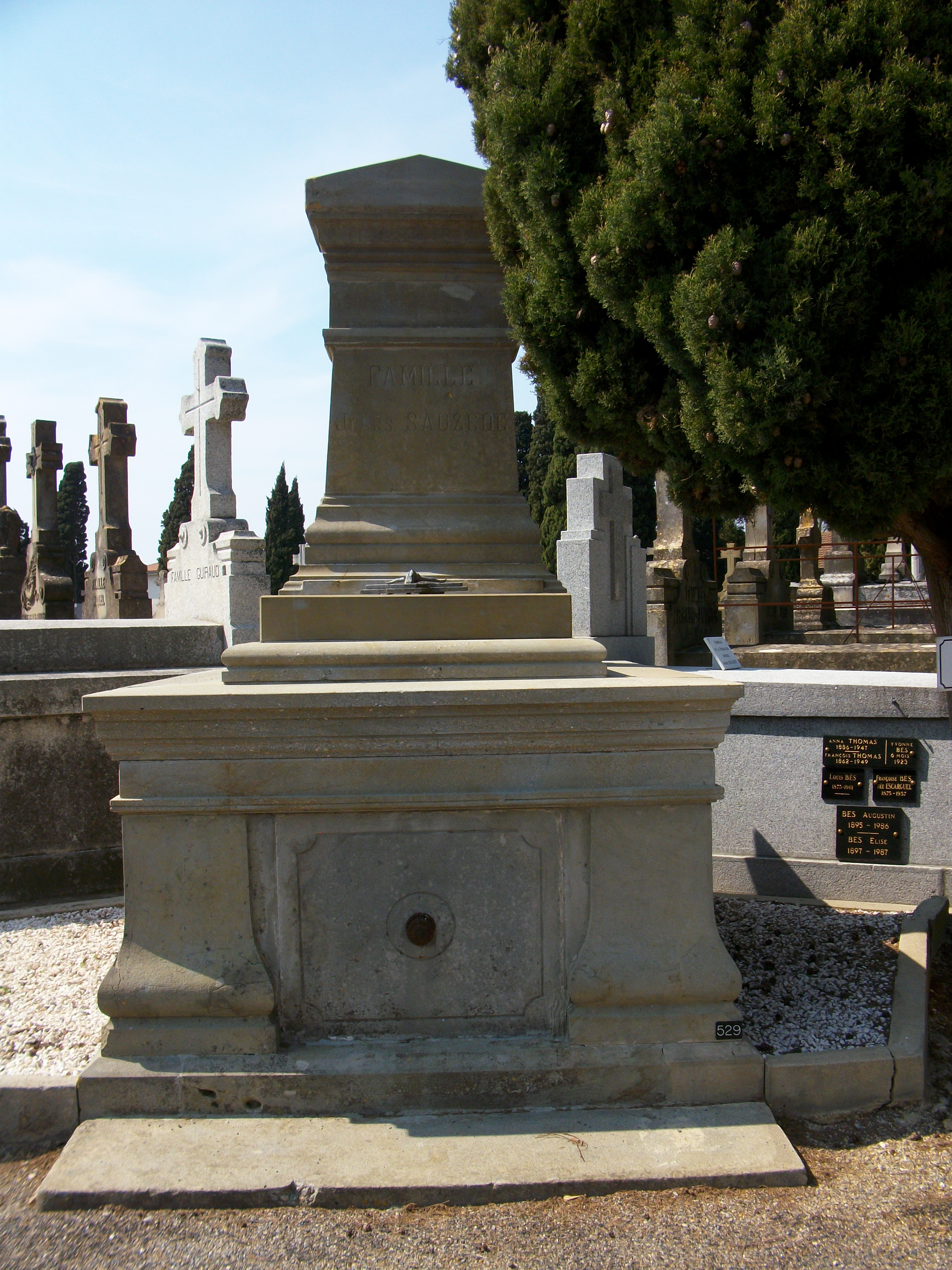
La tombe de Jules Sauzède, située au cimetière Saint-Michel de Carcassonne.